# Aiouea costaricensis
Aiouea costaricensis är en lagerväxtart som först beskrevs av Carl Christian Mez, och fick sitt nu gällande namn av André Joseph Guillaume Henri Kostermans. Aiouea costaricensis ingår i släktet Aiouea och familjen lagerväxter. Inga underarter finns listade i Catalogue of Life.